# 郎世俊
郎世俊（1914年—1997年），男，贵州贵阳人，中国工业自动化专家，曾任东北工学院教授、博士生导师。